# New World Pictures
New World Pictures (renommée par la suite New World Entertainment, puis New World Communications) est une ancienne société indépendante de production pour le cinéma et la télévision aux États-Unis, en activité de 1970 à 1997.
Elle a également été propriétaire d’une station de télévision entre la fin des années 1980 et le milieu des années 1990. En 1994, News Corporation devient l'un des investisseurs majeurs dans la société, qu’elle finit par racheter en 1997. Cette alliance a permis d’établir la Fox au quatrième rang parmi les principaux réseaux de chaînes télévisées aux États-Unis. 
Bien que son activité ait cessé, la société continue d’exister au sein de la holding News Corporation, de même que certaines subdivisions régionales comme la WTVT (en).

## Filmographie partielle
| Année | Titre                                                                  |
| 1970  | The Student Nurses                                                     |
| 1971  | The Velvet Vampire                                                     |
| 1972  | The Hot Box                                                            |
| 1974  | La Révolte des gladiatrices                                            |
| 1974  | Cockfighter                                                            |
| 1974  | Super nanas (en)                                                       |
| 1974  | Down and Dirty Duck (en)                                               |
| 1975  | La Course à la mort de l'an 2000                                       |
| 1976  | À plein gaz                                                            |
| 1976  | Hollywood Boulevard                                                    |
| 1976  | La Prison du viol                                                      |
| 1976  | Cannonball!                                                            |
| 1976  | Meurtres sous contrôle                                                 |
| 1977  | Lâchez les bolides                                                     |
| 1977  | Final Hit (en)                                                         |
| 1977  | Jeux interdits de l'adolescence                                        |
| 1977  | Rage                                                                   |
| 1978  | Piranhas                                                               |
| 1978  | A Hero Ain't Nothin' but a Sandwich (en)                               |
| 1978  | Avalanche                                                              |
| 1978  | Le Couloir de la mort                                                  |
| 1979  | Rock 'n' Roll High School                                              |
| 1980  | Les Monstres de la mer                                                 |
| 1980  | Les Mercenaires de l'espace                                            |
| 1981  | La Galaxie de la terreur                                               |
| 1982  | Mutant                                                                 |
| 1982  | Paradis                                                                |
| 1982  | Androïde                                                               |
| 1983  | Last Plane Out (en)                                                    |
| 1984  | Angel (en)                                                             |
| 1984  | La Princesse des Étoiles (adaptation de Nausicaä de la vallée du vent) |
| 1984  | Body Rock                                                              |
| 1984  | CHUD                                                                   |
| 1984  | Les Jours et les nuits de China Blue                                   |
| 1984  | Les Démons du maïs                                                     |
| 1985  | Tuff Turf (en)                                                         |
| 1985  | La Vengeance de l’ange (en)                                            |
| 1985  | De sang-froid                                                          |
| 1985  | Lust in the Dust                                                       |
| 1985  | Vacances de folie                                                      |
| 1985  | School Girls                                                           |
| 1985  | Godzilla 1985 (adaptation du Retour de Godzilla)                       |
| 1985  | Joey                                                                   |
| 1985  | The Stuff                                                              |
| 1985  | Transylvania 6-5000                                                    |
| 1986  | Sans issue                                                             |
| 1986  | House                                                                  |
| 1986  | Le Tigre rouge                                                         |
| 1986  | Les Anges du mal 2                                                     |
| 1987  | Return to Horror High (en)                                             |
| 1987  | Riposte immédiate                                                      |
| 1987  | Beyond Therapy                                                         |
| 1987  | Tout feu tout flamme (en)                                              |
| 1987  | Creepshow 2                                                            |
| 1987  | House 2 : La Deuxième Histoire                                         |
| 1987  | Flowers in the Attic                                                   |
| 1987  | Le Pacte                                                               |
| 1987  | Pinocchio and the Emperor of the Night                                 |
| 1988  | Hellraiser 2 : Les Écorchés                                            |
| 1988  | Elvira, maîtresse des ténèbres                                         |
| 1988  | Flic ou Zombie                                                         |
| 1988  | Blaireaux and Co                                                       |
| 1988  | Mutations                                                              |
| 1988  | Le Retour des tomates tueuses                                          |
| 1988  | Le Navigateur : Une odyssée médiévale                                  |
| 1988  | Halloween 4 : Le Retour de Michael Myers                               |
| 1989  | Warlock                                                                |
| 1989  | Punisher                                                               |
| 1989  | Fatal Games                                                            |
| 1989  | Halloween 5 : La Revanche de Michael Myers                             |
| 1990  | Vengeance                                                              |
| 1990  | Meet the Applegates (en)                                               |
| 1991  | Killer Tomatoes Eat France!                                            |